# Йоаким Дебърски
Йоаким е православен духовник, дебърски митрополит в края на XVII и началото на XVIII век. Споменат е като дебърско-кичевски епископ на 29 март 1698 година. Последното споменаване на Йоаким е от 1706 година в един псалтир, който той купува със собствени средства и в него записва: „да го украдеть имать гω афоресанъ и проклетъ и завезанъ до страшенъ суть“.